# John Barnett Humphreys
John Barnett Humphreys Jr. (* 1787 in London; † 10. August 1858 in Rio de Janeiro), Sohn eines in Hamburg lebenden schottischen Kaufmanns, war ein Ingenieur und Schiffbauer und ein Pionier der Dampfschifffahrt in Deutschland und Brasilien.

## Werk

### Preußen

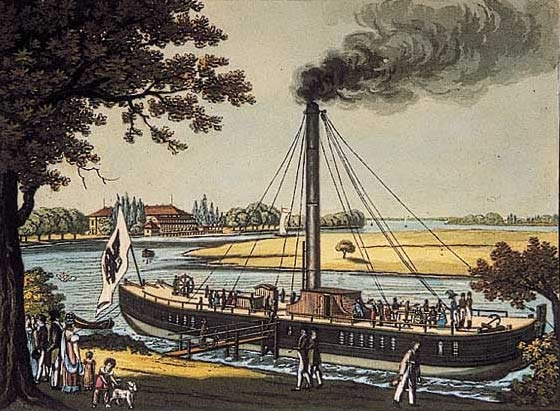
Bild des Dampfschiffs Prinzessin Charlotte von Preußen auf der Spree in der Nähe des Schlosses Bellevue (Friedrich August Calau, 1818)

Die „Prinzessin Charlotte“ auf einer Briefmarke von 1975

Am 12. Oktober 1815 erhielt er von der königlich-preußischen Regierung ein Patent bzw. Privileg, die „eigentümliche Methode, Dampfmaschinen zum Forttreiben von Schiffsgefäßen zu benutzen“, in Preußen nutzen zu dürfen. Das Patent war zunächst auf zehn Jahre befristet, wurde später aber bis Ende 1831 verlängert. Humphreys legte am Westufer der Havel in Pichelsdorf bei Spandau seine Werft bzw. „Dampfboot-Baustelle“ an. Das Grundstück lag vermutlich unterhalb der heutigen Freybrücke. Dort legten er und sein Mechaniker Benjamin Biram am 21. Juni 1816 ihr erstes Schiff auf Kiel. Am 14. September 1816 lief die Prinzessin Charlotte von Preußen vom Stapel, das erste in Deutschland gebaute Dampfschiff. Um die Arbeiten zügig beenden zu können, war Humphreys gezwungen, seine Werft gegen Ende der Bauzeit zwei Wochen lang für das Publikum zu schließen, so groß war das Interesse der Berliner und Spandauer Bevölkerung an seinem Unternehmen. Die Prinzessin Charlotte war ein Mittelraddampfer von etwa 40 m Länge und 5,80 m Breite. Sie wurde durch ein in der Mitte liegendes Schaufelrad mit 8 Schaufeln und einem Querschnitt von 1,22 Meter angetrieben. Diese im Gegensatz zu den sonst üblichen Seiten-Raddampfern gewählte Konstruktion sollte die gefahrlose Durchfahrt unter engen Brücken gewährleisten, erwies sich aber als Antriebsform als wenig effektiv. Der Antrieb bestand, wie bei allen von Humphreys von 1816 bis 1819 an der Havel gebauten fünf Raddampfern, aus einer aus England gelieferten Niederdruckdampfmaschine von Boulton & Watt; sie leistete 14 PS. Der Schornstein war 9 m hoch.
Im Mai 1817 gründeten Vater und Sohn Humphreys die „Königlich Preußische patentierte Dampfschiffahrts-Gesellschaft zu Berlin“, die auch ein Kontor in Hamburg eröffnete, und im Juni 1817 begann die Gesellschaft den regelmäßigen Passagier- und Postdienst mit der Prinzessin Charlotte auf Havel und Spree zwischen Berlin (Tiergarten), Charlottenburg, Spandau und Potsdam.
Am 15. März 1817 lief der Seitenraddampfer Kurier (14 PS) in Pichelsdorf vom Stapel, und im November 1817 folgte die Stadt Magdeburg (20 PS, sowie ein 16 m hoher Mast zum Setzen von Rahsegeln). Mit diesen zwei Schiffen richteten die beiden Humphreys einen Liniendienst für Personen- und Güterverkehr zwischen Berlin und Hamburg ein.
1818 verlegte Humphreys seine Werft von Pichelsdorf an die heutige Schiffbauergasse in Potsdam. Dort lief am 3. August 1818 der Raddampfer Friedrich Wilhelm III. (20 PS) vom Stapel. Ein Jahr später, am 16. Oktober 1819, folgte die Fürst Blücher (zwei Maschinen zu je 20 PS), mit einer Länge von 61 m und einer Breite von 7,60 m das damals größte Dampfschiff Deutschlands. Beide Schiffe wurden von der Königlich Preußischen patentierten Dampfschiffahrts-Gesellschaft ebenfalls im Liniendienst zwischen Berlin und Hamburg eingesetzt.
Weder die Werft noch die Schifffahrtsunternehmen brachten längerfristig wirtschaftlichen Erfolg. Der Berliner Passagier- und Postdienst der Prinzessin Charlotte wurde schon im Oktober 1818 eingestellt. Das Schiff wurde 1824 verkauft und abgewrackt. Die Werft in Potsdam verkaufte Humphreys 1819 unter Druck an den preußischen Staat; sie wurde im Jahre 1821 geschlossen. Der Liniendienst zwischen Berlin und Hamburg wurde 1821/22 nach einem Patentstreit mit der Krone beendet. Die Königlich Preußische patentierte Dampfschiffahrts-Gesellschaft ging 1824 in Bankrott. Ihre Schiffe wurden 1824/25 versteigert.

### England
Humphreys, der 1819 zum Ehrenbürger der Stadt Potsdam ernannt worden war, verließ Preußen und zog nach Southampton in England. Dort arbeitete er als Ingenieur bei den Schiffbauern im Vorort Northam, wo er eine Anzahl von Verbesserungen in der Dampfschiffbautechnik entwickelte, von denen viele patentiert wurden.

### Brasilien
Bereits 1833 erhielt Humphreys den Auftrag einer britischen Gesellschaft, ein Dampfschiffprojekt auf dem Rio Doce zu entwickeln, damit das in Minas Gerais geschürfte Gold leichter abtransportiert werden könnte. Zwei Jahre lang erforschte er den Flusslauf von dessen Quelle bis zur Mündung und legte dann einen Plan zur Nutzung speziell für die örtlichen Gegebenheiten gebauter Dampfboote vor. Die Gesellschafter stimmten dem Plan zu und Humphreys kehrte 1835 zurück nach Southampton, wo er sich dem Entwurf und Bau des Dampfers Rio Doce widmete. Das Schiff wurde, mit vielen Neuerungen, 1840 fertiggestellt und kam im Frühjahr 1841, mit Humphreys an Bord, in Brasilien an. Die Schifffahrt auf dem Fluss stellte sich dann allerdings als wenig erfolgreich heraus und wurde 1843 aufgegeben.
Humphreys blieb in Brasilien und lebte ab 1844 in Rio de Janeiro. Dort gründeten er und der Unternehmer Irineu Evangelista de Sousa, der spätere Visconde de Mauá, ein Pionier der brasilianischen Schiffbauindustrie, im Jahre 1844 die „Brasilianische Dampfschiffahrts-Gesellschaft“. Er baute Schiffe und Dampfmaschinen auf einer Werft auf der Ilha do Governador und wurde bei zahlreichen Projekten zur Beratung herangezogen. Im November 1857 übertrug er die Nutzungsrechte für ein von ihm entwickeltes System, das Lokomotiven die Fahrt auf steilen Steigungen ermöglichte, dem Visconde de Mauá.
Humphreys starb am 10. August 1858 in Rio de Janeiro, der damaligen Hauptstadt von Brasilien.

## Andenken
In Potsdam erinnern heute die Schiffbauergasse und ein nach Humphreys benanntes Restaurantschiff an ihn.